# فيليب بوث (شاعر)
فيليب بوث (بالإنجليزية: Philip Booth)‏ هو شاعر أمريكي، ولد في 8 أكتوبر 1925 في هانوفر في الولايات المتحدة، وتوفي بنفس المكان في 2 يوليو 2007.